# هولاند ليديز تور 2022
هولاند ليديز تور 2022 (بالهولندية: Simac Ladies Tour 2022)‏ هو سباق دراجات هوائية، وهو الموسم الرابع والعشرين من هولاند ليديز تور، وأقيم خلال الفترة من 30 أغسطس 2022، وحتى 4 سبتمبر 2022 ضمن سباقات طواف العالم للدراجات للسيدات 2022، وشارك فيه  94 متسابقاً ووصل إلى نهايته  57 متسابقاً.
فاز بالمركز الأول وفي ترتيب النقاط لورينا ويبيس، وفاز بالمركز الثاني أودري كوردون، وفاز بالمركز الثالث Karlijn Swinkels ‏، وتصدر تصنيف طواف العالم أنيميك فان فليوتن، وفاز في ترتيب الفرق جامبو فيسما للسيدات 2022 ‏، وفاز في تصنيف الجبال كيرستي فان هافتن، وفاز في ترتيب النقاط للشباب Mischa Bredewold ‏.

## الفرق
| فرق سيدات عالمية (11)- Liv AlUla Jayco ‏ - كانيون–إس آر إيه إم ريسينغ 2022 ‏ - FDJ–Suez ‏ - جامبو فيسما للسيدات 2022 ‏ - ليف ريسينغ 2022 ‏ - فريق رولان كوجياس إديلويس 2022 ‏ - فريق سنويب للسيدات 2022 ‏ - إس دي وركس 2022 ‏ - Lidl–Trek (women's team) ‏ - فريق أونو إكس برو للدراجات للسيدات 2022 ‏ - يو أي أيه تيم 2022 ‏ فرق دراجات قارية سيدات (5)- إن إكس تي جي ريسينغ 2022 ‏ - GT Krush Rebellease Pro Cycling ‏ - باركهوتل فالكنبورغ 2022 ‏ - بلانتور بورا 2022 ‏ - فالكار ترافل سيرفس 2022 ‏ |  |
| |  |

## المراحل
| قائمة المراحل | قائمة المراحل | قائمة المراحل        | قائمة المراحل  | قائمة المراحل | قائمة المراحل       | قائمة المراحل |
| المرحلة       | التاريخ       | الدورة               |                | المسافة (كم)  | الفائز بالمرحلة     | القائد العام  |
| ------------- | ------------- | -------------------- | -------------- | ------------- | ------------------- | ------------- |
| المرحلة 1     | 30 أغسطس      | ليليستاد – ليليستاد  | مرحلة مستوية   | 141٫2         | لورينا ويبيس        | لورينا ويبيس  |
| المرحلة 2     | 31 أغسطس      | إيده – إيده          | مرحلة مستوية   | 117٫8         | لورينا ويبيس        | لورينا ويبيس  |
| المرحلة 3     | 1 سبتمبر      | خنيب – خنيب          | مرحلة مستوية   | 139٫1         | Charlotte Kool ‏     | لورينا ويبيس  |
| المرحلة 4     | 2 سبتمبر      | لاندخراف – Megaland ‏ | مرحلة جبلية    | 136٫9         | ريجان ماركوس        | لورينا ويبيس  |
| المرحلة 5     | 3 سبتمبر      | سيتارد – سيتارد      | فردي ضد الساعة | 17٫8          | Audrey Cordon-Ragot | لورينا ويبيس  |
| المرحلة 6     | 4 سبتمبر      | آرنم – آرنم          | مرحلة جبلية    | 150٫3         | Mischa Bredewold ‏   | لورينا ويبيس  |

## النتيجة

### مرحلة 1
هي مرحلة مستوية، أقيمت في 30 أغسطس 2022، وامتدّت لمسافة 141.2 كيلومتر. فاز بالمركز الأول، وتصدر ترتيب النقاط والترتيب العام في نهاية المرحلة لورينا ويبيس، وتصدر ترتيب النقاط للشباب Eleonora Gasparrini ‏، وتصدر ترتيب التسلق Karlijn Swinkels ‏، وتصدر تصنيف القتال كلو هوسكينغ، وتصدر ترتيب الفرق جامبو فيسما للسيدات 2022 ‏.
| التصنيف العام | التصنيف العام        | التصنيف العام             | التصنيف العام | التصنيف العام |
| المتسابقة     | المتسابقة            | الفريق                    | الوقت         |               |
| ------------- | -------------------- | ------------------------- | ------------- | ------------- |
| 1             | لورينا ويبيس         | فريق سنويب للسيدات ‏       | 3 س 17 د 13 ث |               |
| 2             | Karlijn Swinkels ‏    | جامبو فيسما للسيدات ‏      | + 5 ث         |               |
| 3             | Audrey Cordon-Ragot  | Lidl–Trek (women's team) ‏ | + 5 ث         |               |
| 4             | أليسون جاكسون        | ليف ريسينغ ‏               | + 7 ث         |               |
| 5             | آنا هندرسون          | جامبو فيسما للسيدات ‏      | + 8 ث         |               |
| 6             | أوجيني دوفال         | FDJ–Suez ‏                 | + 11 ث        |               |
| 7             | Ruby Roseman-Gannon ‏ | Liv AlUla Jayco ‏          | + 11 ث        |               |
| 8             | ثريا بالادين         | كانيون–إس آر إيه إم ‏      | + 11 ث        |               |
| 9             | Eleonora Gasparrini ‏ | فالكار سيلانس ‏            | + 11 ث        |               |
| 10            | Jeanne Korevaar ‏     | ليف ريسينغ ‏               | + 11 ث        |               |
|               |                      |                           |               |               |
|               |                      |                           |               |               |

### مرحلة 2
هي مرحلة مستوية، أقيمت في 31 أغسطس 2022، وامتدّت لمسافة 117.8 كيلومتر. فاز بالمركز الأول، وتصدر الترتيب العام في نهاية المرحلة وترتيب النقاط لورينا ويبيس، وتصدر تصنيف القتال جورجيا بيكر، وتصدر ترتيب التسلق Karlijn Swinkels ‏، وتصدر ترتيب النقاط للشباب Lonneke Uneken ‏، وتصدر ترتيب الفرق جامبو فيسما للسيدات 2022 ‏.
| التصنيف العام | التصنيف العام       | التصنيف العام             | التصنيف العام | التصنيف العام |
| المتسابقة     | المتسابقة           | الفريق                    | الوقت         |               |
| ------------- | ------------------- | ------------------------- | ------------- | ------------- |
| 1             | لورينا ويبيس        | فريق سنويب للسيدات ‏       | 6 س 11 د 58 ث |               |
| 2             | Karlijn Swinkels ‏   | جامبو فيسما للسيدات ‏      | + 15 ث        |               |
| 3             | Audrey Cordon-Ragot | Lidl–Trek (women's team) ‏ | + 15 ث        |               |
| 4             | Lonneke Uneken ‏     | إس دي وركس ‏               | + 17 ث        |               |
| 5             | أليسون جاكسون       | ليف ريسينغ ‏               | + 17 ث        |               |
| 6             | آنا هندرسون         | جامبو فيسما للسيدات ‏      | + 18 ث        |               |
| 7             | أوجيني دوفال        | FDJ–Suez ‏                 | + 21 ث        |               |
| 8             | ثريا بالادين        | كانيون–إس آر إيه إم ‏      | + 21 ث        |               |
| 9             | Mischa Bredewold ‏   | باركهوتل فالكنبورغ ‏       | + 21 ث        |               |
| 10            | Jeanne Korevaar ‏    | ليف ريسينغ ‏               | + 21 ث        |               |
|               |                     |                           |               |               |
|               |                     |                           |               |               |

### مرحلة 3
هي مرحلة مستوية، أقيمت في 1 سبتمبر 2022، وامتدّت لمسافة 139.1 كيلومتر. فاز بالمركز الأول Charlotte Kool ‏، وتصدر ترتيب الفرق ليف ريسينغ 2022 ‏، وتصدر ترتيب النقاط للشباب Lonneke Uneken ‏، وتصدر تصنيف القتال سوفي رايت، وتصدر الترتيب العام في نهاية المرحلة وترتيب النقاط وترتيب التسلق لورينا ويبيس.
| التصنيف العام | التصنيف العام       | التصنيف العام             | التصنيف العام | التصنيف العام |
| المتسابقة     | المتسابقة           | الفريق                    | الوقت         |               |
| ------------- | ------------------- | ------------------------- | ------------- | ------------- |
| 1             | لورينا ويبيس        | فريق سنويب للسيدات ‏       | 9 س 28 د 36 ث |               |
| 2             | Charlotte Kool ‏     | فريق سنويب للسيدات ‏       | + 17 ث        |               |
| 3             | Karlijn Swinkels ‏   | جامبو فيسما للسيدات ‏      | + 18 ث        |               |
| 4             | Audrey Cordon-Ragot | Lidl–Trek (women's team) ‏ | + 21 ث        |               |
| 5             | Lonneke Uneken ‏     | إس دي وركس ‏               | + 23 ث        |               |
| 6             | أليسون جاكسون       | ليف ريسينغ ‏               | + 23 ث        |               |
| 7             | آنا هندرسون         | جامبو فيسما للسيدات ‏      | + 24 ث        |               |
| 8             | ثريا بالادين        | كانيون–إس آر إيه إم ‏      | + 27 ث        |               |
| 9             | أوجيني دوفال        | FDJ–Suez ‏                 | + 27 ث        |               |
| 10            | Mischa Bredewold ‏   | باركهوتل فالكنبورغ ‏       | + 27 ث        |               |
|               |                     |                           |               |               |
|               |                     |                           |               |               |

### مرحلة 4
هي مرحلة جبلية، أقيمت في 2 سبتمبر 2022، وامتدّت لمسافة 136.9 كيلومتر. فاز بالمركز الأول ريجان ماركوس، وتصدر ترتيب النقاط للشباب Eleonora Gasparrini ‏، وتصدر الترتيب العام في نهاية المرحلة وترتيب النقاط لورينا ويبيس، وتصدر ترتيب التسلق وتصنيف القتال كيرستي فان هافتن، وتصدر ترتيب الفرق جامبو فيسما للسيدات 2022 ‏.
| التصنيف العام | التصنيف العام        | التصنيف العام             | التصنيف العام  | التصنيف العام |
| المتسابقة     | المتسابقة            | الفريق                    | الوقت          |               |
| ------------- | -------------------- | ------------------------- | -------------- | ------------- |
| 1             | لورينا ويبيس         | فريق سنويب للسيدات ‏       | 13 س 07 د 41 ث |               |
| 2             | Karlijn Swinkels ‏    | جامبو فيسما للسيدات ‏      | + 20 ث         |               |
| 3             | Audrey Cordon-Ragot  | Lidl–Trek (women's team) ‏ | + 27 ث         |               |
| 4             | أليسون جاكسون        | ليف ريسينغ ‏               | + 29 ث         |               |
| 5             | آنا هندرسون          | جامبو فيسما للسيدات ‏      | + 30 ث         |               |
| 6             | ثريا بالادين         | كانيون–إس آر إيه إم ‏      | + 33 ث         |               |
| 7             | أوجيني دوفال         | FDJ–Suez ‏                 | + 33 ث         |               |
| 8             | Eleonora Gasparrini ‏ | فالكار سيلانس ‏            | + 33 ث         |               |
| 9             | Mischa Bredewold ‏    | باركهوتل فالكنبورغ ‏       | + 33 ث         |               |
| 10            | رومي كاسبر           | جامبو فيسما للسيدات ‏      | + 33 ث         |               |
|               |                      |                           |                |               |
|               |                      |                           |                |               |

### مرحلة 5
هي مرحلة من نوع سباق زمن فردي، أقيمت في 3 سبتمبر 2022، وامتدّت لمسافة 17.8 كيلومتر. فاز بالمركز الأول أودري كوردون، وتصدر الترتيب العام في نهاية المرحلة وترتيب النقاط لورينا ويبيس، وتصدر ترتيب التسلق كيرستي فان هافتن، وتصدر ترتيب الفرق جامبو فيسما للسيدات 2022 ‏، وتصدر ترتيب النقاط للشباب Mischa Bredewold ‏.
| التصنيف العام | التصنيف العام        | التصنيف العام             | التصنيف العام  | التصنيف العام |
| المتسابقة     | المتسابقة            | الفريق                    | الوقت          |               |
| ------------- | -------------------- | ------------------------- | -------------- | ------------- |
| 1             | لورينا ويبيس         | فريق سنويب للسيدات ‏       | 13 س 33 د 17 ث |               |
| 2             | Audrey Cordon-Ragot  | Lidl–Trek (women's team) ‏ | + 6 ث          |               |
| 3             | Karlijn Swinkels ‏    | جامبو فيسما للسيدات ‏      | + 36 ث         |               |
| 4             | ريجان ماركوس         | جامبو فيسما للسيدات ‏      | + 40 ث         |               |
| 5             | Ruby Roseman-Gannon ‏ | Liv AlUla Jayco ‏          | + 48 ث         |               |
| 6             | آنا هندرسون          | جامبو فيسما للسيدات ‏      | + 1 د 01 ث     |               |
| 7             | أليسون جاكسون        | ليف ريسينغ ‏               | + 1 د 03 ث     |               |
| 8             | Mischa Bredewold ‏    | باركهوتل فالكنبورغ ‏       | + 1 د 10 ث     |               |
| 9             | أماندا سبرات         | Liv AlUla Jayco ‏          | + 1 د 11 ث     |               |
| 10            | Julie De Wilde ‏      | بلانتور بورا سيلينج تيم ‏  | + 1 د 14 ث     |               |
|               |                      |                           |                |               |
|               |                      |                           |                |               |

### مرحلة 6
هي مرحلة جبلية، أقيمت في 4 سبتمبر 2022، وامتدّت لمسافة 150.3 كيلومتر. فاز بالمركز الأول، وتصدر ترتيب النقاط للشباب Mischa Bredewold ‏، وتصدر الترتيب العام في نهاية المرحلة وترتيب النقاط لورينا ويبيس، وتصدر تصنيف القتال أماندا سبرات، وتصدر ترتيب التسلق كيرستي فان هافتن، وتصدر ترتيب الفرق جامبو فيسما للسيدات 2022 ‏.

## المشاركون
| إس دي وركس ‏ SDW | إس دي وركس ‏ SDW                   | إس دي وركس ‏ SDW  |
| --------------- | --------------------------------- | ---------------- |
| م               | عداء                              | مرتبة            |
| 1               | Chantal van den Broek-Blaak       | 16               |
| 2               | إيلينا سيتشيني                    | لم يكمل السباق-4 |
| 3               | روكسان فورنييه                    | 51               |
| 4               | كريستين ماجروس (طريق و زمني فردي) | لم يكمل السباق   |
| 5               | آشلي مولمان                       | لم يكمل السباق-4 |
| 6               | Lonneke Uneken ‏                   | 49               |

| Lidl–Trek (women's team) ‏ TFS | Lidl–Trek (women's team) ‏ TFS          | Lidl–Trek (women's team) ‏ TFS |
| ----------------------------- | -------------------------------------- | ----------------------------- |
| م                             | عداء                                   | مرتبة                         |
| 12                            | Elynor Bäckstedt ‏                      | 31                            |
| 13                            | Audrey Cordon-Ragot (طريق و زمني فردي) | 2                             |
| 14                            | أمالي ديديريكسن                        | لم يكمل السباق-4              |
| 15                            | Lauretta Hanson ‏                       | 26                            |
| 16                            | كلو هوسكينغ                            | 46                            |

| FDJ–Suez ‏ FSF | FDJ–Suez ‏ FSF      | FDJ–Suez ‏ FSF    |
| ------------- | ------------------ | ---------------- |
| م             | عداء               | مرتبة            |
| 21            | Stine Borgli ‏      | لم يكمل السباق-4 |
| 22            | Clara Copponi ‏     | لم يكمل السباق-4 |
| 23            | أوجيني دوفال       | 17               |
| 24            | إميليا فهلين       | لم يكمل السباق-3 |
| 25            | Maëlle Grossetête ‏ | 28               |
| 26            | Victorie Guilman ‏  | لم يكمل السباق-4 |

| فريق سنويب للسيدات ‏ DSM | فريق سنويب للسيدات ‏ DSM | فريق سنويب للسيدات ‏ DSM |
| ----------------------- | ----------------------- | ----------------------- |
| م                       | عداء                    | مرتبة                   |
| 31                      | لورينا ويبيس            |                         |
| 32                      | فايفر جورجي             | لم يكمل السباق-4        |
| 33                      | ليا كيرشمان             | 33                      |
| 34                      | فرانشيسكا كوش ‏          | 48                      |
| 35                      | Charlotte Kool ‏         | لم يكمل السباق-6        |
| 36                      | Elise Uijen ‏            | لم يكمل السباق-6        |

| كانيون–إس آر إيه إم ‏ CSR | كانيون–إس آر إيه إم ‏ CSR | كانيون–إس آر إيه إم ‏ CSR |
| ------------------------ | ------------------------ | ------------------------ |
| م                        | عداء                     | مرتبة                    |
| 41                       | Alice Barnes             | 30                       |
| 42                       | Shari Bossuyt ‏           | لم يكمل السباق           |
| 43                       | إيلا هاريس               | 23                       |
| 44                       | ثريا بالادين             | 12                       |
| 45                       | ليزا كلاين               | 42                       |
| 46                       | Maud Oudeman ‏            | لم يكمل السباق-4         |

| يو أي أيه تيم ‏ UAD | يو أي أيه تيم ‏ UAD  | يو أي أيه تيم ‏ UAD |
| ------------------ | ------------------- | ------------------ |
| م                  | عداء                | مرتبة              |
| 51                 | صوفي رايت           | 24                 |
| 52                 | يوجينة بوجاك (طريق) | 22                 |
| 53                 | Alessia Patuelli ‏   | 37                 |
| 54                 | Laura Tomasi ‏       | 21                 |
| 55                 | Anna Trevisi ‏       | لم يكمل السباق     |
| 56                 | Linda Zanetti ‏      | 56                 |

| فالكار سيلانس ‏ VAL | فالكار سيلانس ‏ VAL          | فالكار سيلانس ‏ VAL |
| ------------------ | --------------------------- | ------------------ |
| م                  | عداء                        | مرتبة              |
| 61                 | Anastasia Carbonari ‏ (طريق) | لم يكمل السباق-4   |
| 62                 | كيارا كونسوني               | 53                 |
| 63                 | Eleonora Gasparrini ‏        | 11                 |
| 64                 | إيلينا بيروني               | 50                 |
| 65                 | Ilaria Sanguineti ‏          | 20                 |
| 66                 | Carlotta Cipressi‏           | 41                 |

| Liv AlUla Jayco ‏ BEX | Liv AlUla Jayco ‏ BEX | Liv AlUla Jayco ‏ BEX |
| -------------------- | -------------------- | -------------------- |
| م                    | عداء                 | مرتبة                |
| 71                   | جيسيكا ألين          | لم يكمل السباق-4     |
| 72                   | جورجيا بيكر          | لم يكمل السباق-6     |
| 73                   | Teniel Campbell ‏     | 32                   |
| 74                   | أماندا سبرات         | 9                    |
| 75                   | نينا كيسلر           | 29                   |
| 76                   | Ruby Roseman-Gannon ‏ | 5                    |

| جامبو فيسما للسيدات ‏ TJV | جامبو فيسما للسيدات ‏ TJV | جامبو فيسما للسيدات ‏ TJV |
| ------------------------ | ------------------------ | ------------------------ |
| م                        | عداء                     | مرتبة                    |
| 81                       | ريجان ماركوس (طريق)      | 4                        |
| 82                       | آنا هندرسون              | 7                        |
| 83                       | رومي كاسبر               | 13                       |
| 84                       | Coryn Labecki            | لم يكمل السباق           |
| 85                       | Noemi Rüegg ‏             | 52                       |
| 86                       | Karlijn Swinkels ‏        | 3                        |

| ليف ريسينغ ‏ LIV | ليف ريسينغ ‏ LIV      | ليف ريسينغ ‏ LIV  |
| --------------- | -------------------- | ---------------- |
| م               | عداء                 | مرتبة            |
| 91              | Rachele Barbieri ‏    | لم يكمل السباق-4 |
| 92              | إيفا بورمان          | 57               |
| 93              | أليسون جاكسون        | 8                |
| 94              | Jeanne Korevaar ‏     | 27               |
| 95              | Silke Smulders ‏      | 18               |
| 96              | Amber van der Hulst ‏ | لم يكمل السباق-2 |

| بلانتور بورا سيلينج تيم ‏ ___ | بلانتور بورا سيلينج تيم ‏ ___                | بلانتور بورا سيلينج تيم ‏ ___ |
| ---------------------------- | ------------------------------------------- | ---------------------------- |
| م                            | عداء                                        | مرتبة                        |
| 101                          | ساني كانت                                   | لم يكمل السباق-6             |
| 102                          | Millie Couzens ‏                             | لم يكمل السباق-2             |
| 103                          | Julie De Wilde ‏                             | 10                           |
| 104                          | Justine Ghekiere ‏                           | 14                           |
| 105                          | Christina Schweinberger ‏ (طريق و زمني فردي) | 40                           |
| 106                          | Julie Van de Velde ‏                         | 38                           |

| باركهوتل فالكنبورغ ‏ PHV | باركهوتل فالكنبورغ ‏ PHV | باركهوتل فالكنبورغ ‏ PHV |
| ----------------------- | ----------------------- | ----------------------- |
| م                       | عداء                    | مرتبة                   |
| 111                     | Mischa Bredewold ‏       |                         |
| 112                     | فيمكا ماركوس            | لم يكمل السباق          |
| 113                     | Lieke Nooijen ‏          | لم يكمل السباق-4        |
| 114                     | Rosalie Van der Wolf‏    | لم يكمل السباق-4        |
| 115                     | كيرستي فان هافتن        |                         |
| 116                     | Quinty Schoens ‏         | 25                      |

| إن إكس تي جي ريسينغ ‏ AGI | إن إكس تي جي ريسينغ ‏ AGI | إن إكس تي جي ريسينغ ‏ AGI |
| ------------------------ | ------------------------ | ------------------------ |
| م                        | عداء                     | مرتبة                    |
| 121                      | Mylène de Zoete ‏         | لم يكمل السباق-4         |
| 122                      | Senne Knaven ‏            | لم يكمل السباق-4         |
| 123                      | Yuli Van der Molen ‏      | لم يكمل السباق-4         |
| 124                      | Ilse Pluimers ‏           | 19                       |
| 125                      | Maud Rijnbeek ‏           | 44                       |
| 126                      | Eline Van Rooijen ‏       | 39                       |

| فريق أونو إكس برو للدراجات للسيدات ‏ UXT | فريق أونو إكس برو للدراجات للسيدات ‏ UXT | فريق أونو إكس برو للدراجات للسيدات ‏ UXT |
| --------------------------------------- | --------------------------------------- | --------------------------------------- |
| م                                       | عداء                                    | مرتبة                                   |
| 131                                     | Anniina Ahtosalo ‏ (طريق و زمني فردي)    | 47                                      |
| 132                                     | سوزان أندرسن                            | لم يكمل السباق-2                        |
| 134                                     | هانا بارنز                              | لم يكمل السباق-4                        |
| 135                                     | Rebecca Koerner ‏                        | لم يكمل السباق-3                        |
| 136                                     | Amalie Lutro ‏                           | 35                                      |

| فريق كوجياس ميتلر لوك برو للدراجات ‏ CGS | فريق كوجياس ميتلر لوك برو للدراجات ‏ CGS | فريق كوجياس ميتلر لوك برو للدراجات ‏ CGS |
| --------------------------------------- | --------------------------------------- | --------------------------------------- |
| م                                       | عداء                                    | مرتبة                                   |
| 141                                     | كارولين باور (طريق)                     | لم يكمل السباق-4                        |
| 142                                     | Hannah Buch ‏                            | لم يكمل السباق-4                        |
| 143                                     | تمارا بالابولينا ‏ (طريق و زمني فردي)    | 15                                      |
| 144                                     | Rotem Gafinovitz ‏                       | لم يكمل السباق                          |
| 145                                     | Aline Seitz ‏                            | لم يكمل السباق-4                        |
| 146                                     | Léa Stern‏                               | لم يكمل السباق                          |

| GT Krush Rebellease Pro Cycling ‏ BPC | GT Krush Rebellease Pro Cycling ‏ BPC | GT Krush Rebellease Pro Cycling ‏ BPC |
| ------------------------------------ | ------------------------------------ | ------------------------------------ |
| م                                    | عداء                                 | مرتبة                                |
| 151                                  | Marissa Baks ‏                        | 55                                   |
| 152                                  | Clara Lundmark ‏                      | 36                                   |
| 153                                  | Femke de Vries ‏                      | 45                                   |
| 154                                  | Anne Dijkstra ‏                       | 34                                   |
| 155                                  | Daniek Hengeveld ‏                    | 43                                   |
| 156                                  | ميليسا فان نيك ‏                      | لم يكمل السباق-4                     |

| إس دي وركس ‏ SDW | إس دي وركس ‏ SDW                   | إس دي وركس ‏ SDW  |
| --------------- | --------------------------------- | ---------------- |
| م               | عداء                              | مرتبة            |
| 1               | Chantal van den Broek-Blaak       | 16               |
| 2               | إيلينا سيتشيني                    | لم يكمل السباق-4 |
| 3               | روكسان فورنييه                    | 51               |
| 4               | كريستين ماجروس (طريق و زمني فردي) | لم يكمل السباق   |
| 5               | آشلي مولمان                       | لم يكمل السباق-4 |
| 6               | Lonneke Uneken ‏                   | 49               |

| Lidl–Trek (women's team) ‏ TFS | Lidl–Trek (women's team) ‏ TFS          | Lidl–Trek (women's team) ‏ TFS |
| ----------------------------- | -------------------------------------- | ----------------------------- |
| م                             | عداء                                   | مرتبة                         |
| 12                            | Elynor Bäckstedt ‏                      | 31                            |
| 13                            | Audrey Cordon-Ragot (طريق و زمني فردي) | 2                             |
| 14                            | أمالي ديديريكسن                        | لم يكمل السباق-4              |
| 15                            | Lauretta Hanson ‏                       | 26                            |
| 16                            | كلو هوسكينغ                            | 46                            |

| FDJ–Suez ‏ FSF | FDJ–Suez ‏ FSF      | FDJ–Suez ‏ FSF    |
| ------------- | ------------------ | ---------------- |
| م             | عداء               | مرتبة            |
| 21            | Stine Borgli ‏      | لم يكمل السباق-4 |
| 22            | Clara Copponi ‏     | لم يكمل السباق-4 |
| 23            | أوجيني دوفال       | 17               |
| 24            | إميليا فهلين       | لم يكمل السباق-3 |
| 25            | Maëlle Grossetête ‏ | 28               |
| 26            | Victorie Guilman ‏  | لم يكمل السباق-4 |

| فريق سنويب للسيدات ‏ DSM | فريق سنويب للسيدات ‏ DSM | فريق سنويب للسيدات ‏ DSM |
| ----------------------- | ----------------------- | ----------------------- |
| م                       | عداء                    | مرتبة                   |
| 31                      | لورينا ويبيس            |                         |
| 32                      | فايفر جورجي             | لم يكمل السباق-4        |
| 33                      | ليا كيرشمان             | 33                      |
| 34                      | فرانشيسكا كوش ‏          | 48                      |
| 35                      | Charlotte Kool ‏         | لم يكمل السباق-6        |
| 36                      | Elise Uijen ‏            | لم يكمل السباق-6        |

| كانيون–إس آر إيه إم ‏ CSR | كانيون–إس آر إيه إم ‏ CSR | كانيون–إس آر إيه إم ‏ CSR |
| ------------------------ | ------------------------ | ------------------------ |
| م                        | عداء                     | مرتبة                    |
| 41                       | Alice Barnes             | 30                       |
| 42                       | Shari Bossuyt ‏           | لم يكمل السباق           |
| 43                       | إيلا هاريس               | 23                       |
| 44                       | ثريا بالادين             | 12                       |
| 45                       | ليزا كلاين               | 42                       |
| 46                       | Maud Oudeman ‏            | لم يكمل السباق-4         |

| يو أي أيه تيم ‏ UAD | يو أي أيه تيم ‏ UAD  | يو أي أيه تيم ‏ UAD |
| ------------------ | ------------------- | ------------------ |
| م                  | عداء                | مرتبة              |
| 51                 | صوفي رايت           | 24                 |
| 52                 | يوجينة بوجاك (طريق) | 22                 |
| 53                 | Alessia Patuelli ‏   | 37                 |
| 54                 | Laura Tomasi ‏       | 21                 |
| 55                 | Anna Trevisi ‏       | لم يكمل السباق     |
| 56                 | Linda Zanetti ‏      | 56                 |

| فالكار سيلانس ‏ VAL | فالكار سيلانس ‏ VAL          | فالكار سيلانس ‏ VAL |
| ------------------ | --------------------------- | ------------------ |
| م                  | عداء                        | مرتبة              |
| 61                 | Anastasia Carbonari ‏ (طريق) | لم يكمل السباق-4   |
| 62                 | كيارا كونسوني               | 53                 |
| 63                 | Eleonora Gasparrini ‏        | 11                 |
| 64                 | إيلينا بيروني               | 50                 |
| 65                 | Ilaria Sanguineti ‏          | 20                 |
| 66                 | Carlotta Cipressi‏           | 41                 |

| Liv AlUla Jayco ‏ BEX | Liv AlUla Jayco ‏ BEX | Liv AlUla Jayco ‏ BEX |
| -------------------- | -------------------- | -------------------- |
| م                    | عداء                 | مرتبة                |
| 71                   | جيسيكا ألين          | لم يكمل السباق-4     |
| 72                   | جورجيا بيكر          | لم يكمل السباق-6     |
| 73                   | Teniel Campbell ‏     | 32                   |
| 74                   | أماندا سبرات         | 9                    |
| 75                   | نينا كيسلر           | 29                   |
| 76                   | Ruby Roseman-Gannon ‏ | 5                    |

| جامبو فيسما للسيدات ‏ TJV | جامبو فيسما للسيدات ‏ TJV | جامبو فيسما للسيدات ‏ TJV |
| ------------------------ | ------------------------ | ------------------------ |
| م                        | عداء                     | مرتبة                    |
| 81                       | ريجان ماركوس (طريق)      | 4                        |
| 82                       | آنا هندرسون              | 7                        |
| 83                       | رومي كاسبر               | 13                       |
| 84                       | Coryn Labecki            | لم يكمل السباق           |
| 85                       | Noemi Rüegg ‏             | 52                       |
| 86                       | Karlijn Swinkels ‏        | 3                        |

| ليف ريسينغ ‏ LIV | ليف ريسينغ ‏ LIV      | ليف ريسينغ ‏ LIV  |
| --------------- | -------------------- | ---------------- |
| م               | عداء                 | مرتبة            |
| 91              | Rachele Barbieri ‏    | لم يكمل السباق-4 |
| 92              | إيفا بورمان          | 57               |
| 93              | أليسون جاكسون        | 8                |
| 94              | Jeanne Korevaar ‏     | 27               |
| 95              | Silke Smulders ‏      | 18               |
| 96              | Amber van der Hulst ‏ | لم يكمل السباق-2 |

| بلانتور بورا سيلينج تيم ‏ ___ | بلانتور بورا سيلينج تيم ‏ ___                | بلانتور بورا سيلينج تيم ‏ ___ |
| ---------------------------- | ------------------------------------------- | ---------------------------- |
| م                            | عداء                                        | مرتبة                        |
| 101                          | ساني كانت                                   | لم يكمل السباق-6             |
| 102                          | Millie Couzens ‏                             | لم يكمل السباق-2             |
| 103                          | Julie De Wilde ‏                             | 10                           |
| 104                          | Justine Ghekiere ‏                           | 14                           |
| 105                          | Christina Schweinberger ‏ (طريق و زمني فردي) | 40                           |
| 106                          | Julie Van de Velde ‏                         | 38                           |

| باركهوتل فالكنبورغ ‏ PHV | باركهوتل فالكنبورغ ‏ PHV | باركهوتل فالكنبورغ ‏ PHV |
| ----------------------- | ----------------------- | ----------------------- |
| م                       | عداء                    | مرتبة                   |
| 111                     | Mischa Bredewold ‏       |                         |
| 112                     | فيمكا ماركوس            | لم يكمل السباق          |
| 113                     | Lieke Nooijen ‏          | لم يكمل السباق-4        |
| 114                     | Rosalie Van der Wolf‏    | لم يكمل السباق-4        |
| 115                     | كيرستي فان هافتن        |                         |
| 116                     | Quinty Schoens ‏         | 25                      |

| إن إكس تي جي ريسينغ ‏ AGI | إن إكس تي جي ريسينغ ‏ AGI | إن إكس تي جي ريسينغ ‏ AGI |
| ------------------------ | ------------------------ | ------------------------ |
| م                        | عداء                     | مرتبة                    |
| 121                      | Mylène de Zoete ‏         | لم يكمل السباق-4         |
| 122                      | Senne Knaven ‏            | لم يكمل السباق-4         |
| 123                      | Yuli Van der Molen ‏      | لم يكمل السباق-4         |
| 124                      | Ilse Pluimers ‏           | 19                       |
| 125                      | Maud Rijnbeek ‏           | 44                       |
| 126                      | Eline Van Rooijen ‏       | 39                       |

| فريق أونو إكس برو للدراجات للسيدات ‏ UXT | فريق أونو إكس برو للدراجات للسيدات ‏ UXT | فريق أونو إكس برو للدراجات للسيدات ‏ UXT |
| --------------------------------------- | --------------------------------------- | --------------------------------------- |
| م                                       | عداء                                    | مرتبة                                   |
| 131                                     | Anniina Ahtosalo ‏ (طريق و زمني فردي)    | 47                                      |
| 132                                     | سوزان أندرسن                            | لم يكمل السباق-2                        |
| 134                                     | هانا بارنز                              | لم يكمل السباق-4                        |
| 135                                     | Rebecca Koerner ‏                        | لم يكمل السباق-3                        |
| 136                                     | Amalie Lutro ‏                           | 35                                      |

| فريق كوجياس ميتلر لوك برو للدراجات ‏ CGS | فريق كوجياس ميتلر لوك برو للدراجات ‏ CGS | فريق كوجياس ميتلر لوك برو للدراجات ‏ CGS |
| --------------------------------------- | --------------------------------------- | --------------------------------------- |
| م                                       | عداء                                    | مرتبة                                   |
| 141                                     | كارولين باور (طريق)                     | لم يكمل السباق-4                        |
| 142                                     | Hannah Buch ‏                            | لم يكمل السباق-4                        |
| 143                                     | تمارا بالابولينا ‏ (طريق و زمني فردي)    | 15                                      |
| 144                                     | Rotem Gafinovitz ‏                       | لم يكمل السباق                          |
| 145                                     | Aline Seitz ‏                            | لم يكمل السباق-4                        |
| 146                                     | Léa Stern‏                               | لم يكمل السباق                          |

| GT Krush Rebellease Pro Cycling ‏ BPC | GT Krush Rebellease Pro Cycling ‏ BPC | GT Krush Rebellease Pro Cycling ‏ BPC |
| ------------------------------------ | ------------------------------------ | ------------------------------------ |
| م                                    | عداء                                 | مرتبة                                |
| 151                                  | Marissa Baks ‏                        | 55                                   |
| 152                                  | Clara Lundmark ‏                      | 36                                   |
| 153                                  | Femke de Vries ‏                      | 45                                   |
| 154                                  | Anne Dijkstra ‏                       | 34                                   |
| 155                                  | Daniek Hengeveld ‏                    | 43                                   |
| 156                                  | ميليسا فان نيك ‏                      | لم يكمل السباق-4                     |

## التصنيف العام النهائي
| التصنيف العام | التصنيف العام        | التصنيف العام             | التصنيف العام  | التصنيف العام |
| المتسابقة     | المتسابقة            | الفريق                    | الوقت          |               |
| ------------- | -------------------- | ------------------------- | -------------- | ------------- |
| 1             | لورينا ويبيس         | فريق سنويب للسيدات ‏       | 17 س 25 د 28 ث |               |
| 2             | Audrey Cordon-Ragot  | Lidl–Trek (women's team) ‏ | + 10 ث         |               |
| 3             | Karlijn Swinkels ‏    | جامبو فيسما للسيدات ‏      | + 40 ث         |               |
| 4             | ريجان ماركوس         | جامبو فيسما للسيدات ‏      | + 44 ث         |               |
| 5             | Ruby Roseman-Gannon ‏ | Liv AlUla Jayco ‏          | + 52 ث         |               |
| 6             | Mischa Bredewold ‏    | باركهوتل فالكنبورغ ‏       | + 59 ث         |               |
| 7             | آنا هندرسون          | جامبو فيسما للسيدات ‏      | + 1 د 05 ث     |               |
| 8             | أليسون جاكسون        | ليف ريسينغ ‏               | + 1 د 07 ث     |               |
| 9             | أماندا سبرات         | Liv AlUla Jayco ‏          | + 1 د 09 ث     |               |
| 10            | Julie De Wilde ‏      | بلانتور بورا سيلينج تيم ‏  | + 1 د 18 ث     |               |
|               |                      |                           |                |               |
|               |                      |                           |                |               |

### تصنيف النقاط
| تصنيف النقاط | تصنيف النقاط         | تصنيف النقاط                        | تصنيف النقاط | تصنيف النقاط |
| المتسابقة    | المتسابقة            | الفريق                              | النقاط       |              |
| ------------ | -------------------- | ----------------------------------- | ------------ | ------------ |
| 1            | لورينا ويبيس         | فريق سنويب للسيدات ‏                 | 118 نقطة     |              |
| 2            | Karlijn Swinkels ‏    | جامبو فيسما للسيدات ‏                | 74 نقطة      |              |
| 3            | ريجان ماركوس         | جامبو فيسما للسيدات ‏                | 45 نقطة      |              |
| 4            | Laura Tomasi ‏        | يو أي أيه تيم ‏                      | 45 نقطة      |              |
| 5            | Audrey Cordon-Ragot  | Lidl–Trek (women's team) ‏           | 43 نقطة      |              |
| 6            | Eleonora Gasparrini ‏ | فالكار سيلانس ‏                      | 37 نقطة      |              |
| 7            | Mischa Bredewold ‏    | باركهوتل فالكنبورغ ‏                 | 33 نقطة      |              |
| 8            | آنا هندرسون          | جامبو فيسما للسيدات ‏                | 33 نقطة      |              |
| 9            | أليسون جاكسون        | ليف ريسينغ ‏                         | 33 نقطة      |              |
| 10           | تمارا بالابولينا ‏    | فريق كوجياس ميتلر لوك برو للدراجات ‏ | 30 نقطة      |              |
|              |                      |                                     |              |              |
|              |                      |                                     |              |              |

### تصنيف الجبال
| تصنيف الجبال | تصنيف الجبال        | تصنيف الجبال              | تصنيف الجبال | تصنيف الجبال |
| المتسابقة    | المتسابقة           | الفريق                    | النقاط       |              |
| ------------ | ------------------- | ------------------------- | ------------ | ------------ |
| 1            | كيرستي فان هافتن    | باركهوتل فالكنبورغ ‏       | 24 نقطة      |              |
| 2            | أماندا سبرات        | Liv AlUla Jayco ‏          | 19 نقطة      |              |
| 3            | Maëlle Grossetête ‏  | FDJ–Suez ‏                 | 17 نقطة      |              |
| 4            | ثريا بالادين        | كانيون–إس آر إيه إم ‏      | 16 نقطة      |              |
| 5            | لورينا ويبيس        | فريق سنويب للسيدات ‏       | 12 نقطة      |              |
| 6            | آنا هندرسون         | جامبو فيسما للسيدات ‏      | 7 نقطة       |              |
| 7            | Karlijn Swinkels ‏   | جامبو فيسما للسيدات ‏      | 6 نقطة       |              |
| 8            | Julie Van de Velde ‏ | بلانتور بورا سيلينج تيم ‏  | 5 نقطة       |              |
| 9            | Elynor Bäckstedt ‏   | Lidl–Trek (women's team) ‏ | 4 نقطة       |              |
| 10           | Audrey Cordon-Ragot | Lidl–Trek (women's team) ‏ | 3 نقطة       |              |
|              |                     |                           |              |              |
|              |                     |                           |              |              |

## وصلات خارجية
- الموقع الرسمي